# Johann Wilhelm Ritter
Pour les articles homonymes, voir Ritter.

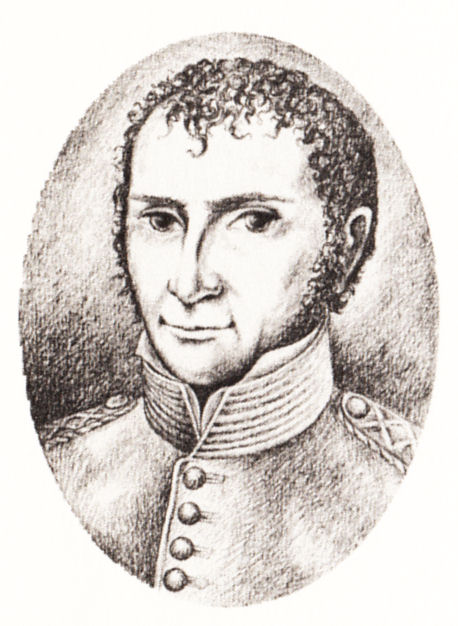
Johann Wilhelm Ritter

Johann Wilhelm Ritter, né le 16 décembre 1776 à Samitz près de Haynau, en Silésie et mort le 23 janvier 1810 à Munich, est un physicien et philosophe prussien de la période du Sturm und Drang. Il étudia la médecine à Iéna et fit de nombreuses expériences galvaniques, qui, en 1804, lui ouvrirent les portes de l'Académie de Munich. Il découvrit en 1801 les rayons ultraviolets et mit au point dès 1802 le premier accumulateur, dit « colonne à charge de Ritter ».

« Johann Wilhelm Ritter est, de tous les naturalistes du pré-romantisme, la figure la plus marquante du Cercle de Weimar. Quoiqu'autodidacte, il était apprécié d'autres savants comme Goethe, Herder, Alexander von Humboldt et Brentano. »

— Klaus Richter, Das Leben des Physikers Johann Wilhelm Ritter : Ein Schicksal in der Zeit der Romantik (2003)

## Biographie
Son père, né en 1748, s'appelait également Johann Wilhelm Ritter et était un pasteur protestant. Sa mère Juliane Friederike Ritter, née Decovius, était née en 1753. Il avait deux frères et trois sœurs. 
Au mois d'avril 1796 un étudiant du nom de Johann Wilhelm Ritter s'inscrivit à l'Université d'Iéna : le registre de son inscription nous apprend qu'il est né le 16 décembre 1776 à Samitz en Silésie, qu'il y a fréquenté l'école latine jusqu'à l'âge de 14 ans, puis qu'il a été préparateur et finalement associé d'un pharmacien de Liegnitz. À Iéna, Ritter étudiait à sa manière, passant le plus clair de son temps dans sa chambre et s'y adonnant aux questions scientifiques les plus diverses, comme « la présence réelle de craie naturelle dans la matière brute des os (die wirkliche Gegenwart der Kalkerde in rohen Knochen). » Il finit par se laisser entraîner par la fascination du galvanisme, qui occupait alors tous les esprits. Ses premières observations sur ce sujet parurent sous le titre de zehn Bogen der interessantesten Bemerkungen, annotation du livre d'Alexander von Humboldt sur l'excitation des tissus musculaires et nerveux.
Le 29 octobre 1797, Ritter donna devant la Société des Sciences Naturelles d'Iéna une conférence « Sur le galvanisme, avec quelques résultats des recherches menées à ce jour et finalement la découverte d'un principe actif dans le monde minéral et vivant. » Ses recherches ont connu un large écho, mais lorsqu'il envoya son manuscrit à Johann Christian Reil de Halle pour publication dans les Archiv für Physiologie, les feuilles lui firent retournées avec l'appréciation que « de telles observations, et d'autres du même genre, <étaient> par trop provocantes. »
Le jeune physicien ne se laissa pas décourager pour autant : il poussa ses recherches sur les courants galvaniques plus avant par de nouvelles expériences. Bientôt la Thuringe reconnut Ritter comme un savant, ce qui lui attirait les foudres des chercheurs reconnus par l'université et les sociétés savantes. En 1799, il fonda le journal « Beyträge zur nähern Kenntniß des Galvanismus » où il exposait ses propres conclusions, à savoir que les courants galvaniques s'accompagnent toujours d'une oxydation et d'une réduction. Ritter apparaît ainsi, aux côtés de Theodor Grotthuss (1785–1822) qui travaillait indépendamment de lui, comme l'un des deux pionniers de l'Électrochimie.

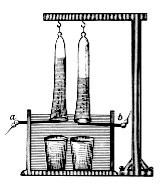
Première électrolyse quantitative de J.-W. Ritter (1800).

Plusieurs découvertes de Ritter sont méconnues de nos jours, ce dont il est en partie responsable car il affectionnait un genre de verbiage qui rappelle les écrits des Romantiques avec lesquels il frayait à Iéna. Il est par exemple le premier à avoir énoncé, dès le mois de mai 1801, la Loi dite de Volta, plusieurs mois avant son émule italien. La même année il inventa la pile électrique sèche et deux ans plus tard produisit, avec sa pile chargée, le prototype de l'accumulateur moderne. En 1802, étudiant l'effet des différentes couleurs du spectre décomposé par un prisme sur un papier imbibé de chlorure d'argent, il postula l'existence de rayons invisibles, capables de noircir le buvard au-delà de l'indigo ;  Il qualifia ce rayonnement invisible de « rayons oxydants », à la fois pour montrer leur réactivité chimique et les opposer aux « rayons thermiques » (c'est-à-dire infrarouges), découverts deux années auparavant par William Herschel en deçà du rouge du spectre solaire. On adopta peu après l'expression plus simple de « rayons chimiques », qui demeura en usage jusqu'à la fin du XIXe siècle ; mais finalement les termes de « rayons chimiques » et de « rayons thermiques » le cédèrent aux termes de rayonnement « ultraviolet » et infrarouge, respectivement,.
À l'automne 1804, Ritter obtint enfin une position et par là-même une reconnaissance scientifique officielle, de la part de l'Académie bavaroise des sciences, qui l'élut membre ordinaire et lui offrit la possibilité de poursuivre ses recherches (le portrait ci-dessus le montre en uniforme bavarois). En 1806, sous l'influence du théosophe Franz Xaver von Baader il se consacra à l'« électrométrie tellurique », censée justifier l'efficacité de la baguette de sourcier et multiplia les expériences dans le plus grand scepticisme de ses collègues.
En 1808, il publia un essai (inachevé) sur ce qu'il appelait le « sidérisme », doctrine sur laquelle il envisageait d'édifier un système du Monde, c'est-à-dire une interprétation synthétique de tous les phénomènes de la Nature. L'entreprise fut brutalement interrompue puisqu'il mourut le 23 janvier 1810 à Munich, à l'âge de 33 ans, en conséquence des nombreuses expériences d'électrocution qu'il avait menées sur lui-même au cours de son parcours d'autodidacte.

## Écrits
- Preuve que l'action de la vie est toujours accompagnée de galvanisme, Weimar, 1798
- Contribution à la connaissance plus particulière du galvanisme, 1801-1802;
- Mémoires physico-chimiques, 1806
- Fragments posthumes tirés des papiers d'un jeune physicien, traduit de l'allemand par Claude Maillard, Premières Pierres, 2001. (Titre original : Fragmente aus dem Nachlasse eines jungen Physikers, Heidelberg, 1810.)
- Ritter et Hermann Berg et Klaus Richter (dir.), Entdeckungen zur Elektrochemie, Bioelektrochemie und Photochemie., vol. 271, Thun et Francfort-sur-le-Main, Verlag Harri Deutsch,, coll. « Ostwalds Klassiker der exakten Wissenschaften », 1997 (ISBN 3-8171-3271-9). – Ce recueil regroupe les principaux essais de physique de Ritter, dont la découverte de l'accumulateur électrique et celle des rayons ultraviolets.

## Postérité
Dans le roman Die Unglückseligen de Thea Dorn, paru en 2016, la vie du personnage appelé Johann Wilhelm Ritter est inspirée de celle du vrai Johann Wilhelm Ritter. Le roman cite en détail l'article Wikipedia en allemand sur Ritter.